# (I Can't Get No) Satisfaction
„(I Can't Get No) Satisfaction“ je rockový hit, který Mick Jagger a Keith Richards napsali původně jako americký singl pro čtvrté studiové album Out of Our Heads skupiny The Rolling Stones. Časopis Rolling Stone dal Satisfaction na druhé místo svého žebříčku 500 největších hitů všech dob, a stanice VH1 ji dala na první místo seznamu 100. největších rock n' rollových hitů. V roce 2006 skladbu zařadila národní kongresová knihovna USA do svého národního registru hudebních nahrávek.
Song poprvé vyšel jako singl v USA v červnu 1965 a později byl v červenci stejného roku vydán na americké verzi alba Out of Our Heads. Skladba byla průlomovým hitem, který byl v USA prvním umístěným na první pozici žebříčku Billboard Hot 100.
V Evropě se vzhledem k tomu, že se v jejím textu nacházejí na svou dobu příliš silné sexuální narážky, se tato píseň zprvu hrála jen na pirátských rozhlasových stanicích. Ani na albu Out of Our Heads určeném pro tento trh se tato skladba nenacházela. V britském království singl „(I Can't Get No) Satisfaction“ vyšel v srpnu 1965. V žebříčcích prorazil hned na první místo a byl zároveň v čtvrtým singelm skupiny The Rolling Stones, který se dostal na jeho vrchol.
Text písně obsahuje odkazy na sexuální styk a téma boje proti komercionalizaci, čímž je způsobeno, že „je vnímaný jako útok na status quo“.
Keith Richards říká, že když ho jednou uprostřed noci napadl kytarový riff k této skladbě, vstal, nahrál jej na magnetofon spolu se slovy „I can't get no satisfaction“ a zalehl znovu do postele. Později dodal, že výsledná nahrávka byla „dvouminutovým hraním motivu 'Satisfaction' a čtyřiceti minutami jeho chrápání“
Později v květnu 1965 spolu s Jaggerem dokončili skladbu v pokoji floridského hotelu Clearwater.
Autorem většiny textu je Mick Jagger. Byl inspirován zuřivým rozvojem komerce, který Stones zažili během pobytu v USA.
Richards měl nepříjemný pocit, že riff se příliš podobá skladbě „Dancing in the Street“ od skupiny Martha and the Vandellas (skladbu, jejíž coververzi nahrál Jagger spolu s Davidem Bowiem v roce 1985 jako charitativní singl).
Jagger později dodává: Zprvu tato píseň zněla spíš jako folková skladba, Keith ji neměl bůhvíjak v lásce, nechtěl aby z ní byl vydaný singl, myslím, že ji považoval za příliš jednoduchou. Nemyslím, že by si ji tehdá pořádně poslechl. Považoval ji jen za jeden z bláznivých kytarových riffů.“ Jagger dál poukazuje na to, že hlavní motiv textu připomíná slova z písně „30 Days“ od Chucka Berryho (Ve skutečnosti v Chuckově textu je „I don't get no satisfaction from the judge“). „Za povšimnutí stojí i Reddigova interpretace známého hitu Rolling Stones "Satisfaction“. Otis Redding vytvořil osobitý styl, ve kterém spojuje osobitý styl pop music s blues a prvky gospel. Ale to není to rozumové spojení. Je přirozené, ojedinělé, bytostně pravdivé. Jeho sound je skutečný a neopakovatelný. Patří k němu jako patří pláč k dítěti. Je to krystalický tvar sebevyjádření."